# Елпайн (Вайомінг)
Елпайн (англ. Alpine) — місто (англ. town) в США, в окрузі Лінкольн штату Вайомінг. Населення — 1220 осіб (2020).

## Географія
Елпайн розташований за координатами 43°9′39″ пн. ш. 111°1′5″ зх. д. / 43.16083° пн. ш. 111.01806° зх. д. (43.160750, -111.018143).  За даними Бюро перепису населення США в 2010 році місто мало площу 1,81 км², уся площа — суходіл.

### Клімат
Містечко знаходиться у зоні, котра характеризується вологим континентальним кліматом з теплим літом. Найтепліший місяць — липень із середньою температурою 17.6 °C (63.6 °F). Найхолодніший місяць — січень, із середньою температурою -9.1 °С (15.6 °F).
| Клімат Елпайна          | Клімат Елпайна | Клімат Елпайна | Клімат Елпайна | Клімат Елпайна | Клімат Елпайна | Клімат Елпайна | Клімат Елпайна | Клімат Елпайна | Клімат Елпайна | Клімат Елпайна | Клімат Елпайна | Клімат Елпайна | Клімат Елпайна |
| Показник                | Січ.           | Лют.           | Бер.           | Квіт.          | Трав.          | Черв.          | Лип.           | Серп.          | Вер.           | Жовт.          | Лист.          | Груд.          | Рік            |
| Абсолютний максимум, °C | 7,2            | 10,6           | 15,6           | 24,4           | 27,2           | 31,1           | 35,6           | 35,6           | 31,1           | 26,1           | 19,4           | 8,9            | 35,6           |
| Середній максимум, °C   | −3,8           | 0,4            | 2,9            | 10,6           | 17,7           | 21,5           | 28,5           | 27,2           | 21,6           | 16,9           | 5,5            | −1,1           | 12,3           |
| Середня температура, °C | −9,1           | −6,4           | −5,1           | 3,7            | 9,7            | 12,8           | 17,6           | 16,4           | 11,6           | 7,2            | −0,3           | −6,6           | 4,3            |
| Середній мінімум, °C    | −14,9          | −13,2          | −13,1          | −3,1           | 1,7            | 4,1            | 6,6            | 5,7            | 1,8            | −2,5           | −6,1           | −12,2          | −3,8           |
| Абсолютний мінімум, °C  | −39,4          | −36,1          | −35            | −12,2          | −6,7           | −3,3           | 0              | −3,3           | −11,7          | −11,7          | −23,3          | −33,9          | −39,4          |
| Норма опадів, мм        | 63             | 57             | 50             | 53             | 46             | 58             | 19             | 32             | 55             | 18             | 61             | 61             | 574            |
| Днів з опадами          | 10             | 12             | 11             | 11             | 12             | 12             | 4              | 8              | 8              | 5              | 12             | 11             | 116            |
| ----------------------- | -------------- | -------------- | -------------- | -------------- | -------------- | -------------- | -------------- | -------------- | -------------- | -------------- | -------------- | -------------- | -------------- |
| Джерело: Weatherbase    |                |                |                |                |                |                |                |                |                |                |                |                |                |

## Демографія
Згідно з переписом 2010 року, у місті мешкало 828 осіб у 346 домогосподарствах у складі 221 родини. Густота населення становила 458 осіб/км².  Було 449 помешкань (248/км²).
Расовий склад населення:
| - 95,2 % — білих - 0,5 % — азіатів - 0,4 % — чорних або афроамериканців - 0,2 % — корінних американців - 2,4 % — осіб інших рас |

До двох чи більше рас належало 1,3 %. Частка іспаномовних становила 5,6 % від усіх жителів.
За віковим діапазоном населення розподілялося таким чином: 21,0 % — особи молодші 18 років, 73,2 % — особи у віці 18—64 років, 5,8 % — особи у віці 65 років та старші. Медіана віку мешканця становила 36,6 року. На 100 осіб жіночої статі у місті припадало 114,0 чоловіків;  на 100 жінок у віці від 18 років та старших — 111,7 чоловіків також старших 18 років.
Середній дохід на одне домашнє господарство  становив 72 368 доларів США (медіана — 65 417), а середній дохід на одну сім'ю — 80 621 долар (медіана — 76 964). Медіана доходів становила 51 111 долар для чоловіків та 40 109 доларів для жінок. За межею бідності перебувало 13,6 % осіб, у тому числі 37,7 % дітей у віці до 18 років та 10,0 % осіб у віці 65 років та старших.
Цивільне працевлаштоване населення становило 525 осіб. Основні галузі зайнятості: роздрібна торгівля — 16,8 %, мистецтво, розваги та відпочинок — 15,8 %, будівництво — 12,2 %, фінанси, страхування та нерухомість — 11,4 %.
За даними перепису 2000 року,
на території муніципалітету мешкало 550 людей, було 217 садиб та 146 сімей.
Густота населення становила 303,4 осіб/км². Було 274 житлових будинків.
З 217 садиб у 27,6% проживали діти до 18 років, подружніх пар, що мешкали разом, було 61,8 %,
садиб, у яких господиня не мала чоловіка — 5,1 %, садиб без сім'ї — 32,7 %.
Власники 18,4 % садиб мали вік, що перевищував 65 років, а в 3,2 % садиб принаймні одна людина була старшою за 65 років.
Кількість людей у середньому на садибу становила 2,53, а в середньому на родину 2,99.
Середній річний дохід на садибу становив 45 313 доларів США, а на родину — 47 813 доларів США.
Чоловіки мали дохід 35 313 доларів, жінки — 23 036 доларів.
Дохід на душу населення був 21 223 доларів.
Приблизно 3,4 % родин та 5,1 % населення жили за межею бідності.
Серед них осіб до 18 років було 4,1 %, і понад 65 років — нема.
Середній вік населення становив 36 років.